# اختطاف كوريا الشمالية مواطنين يابانيين
قد وقع اختطاف مواطنين يابانيين من اليابان من قبل عملاء حكومة كوريا الشمالية خلال فترة ست سنوات من 1977 إلى 1983
. وعلى الرغم من أن الحكومة اليابانية اعترفت رسميا بأن 17 يابانيا فقط (ثمانية رجال وتسعة نساء) قد اختطفوا، قد يكون هناك مئات الضحايا. وقد اعترفت حكومة كوريا الشمالية رسميا باختطاف 13 مواطنا يابانيا فقط.
وهناك شهادات تفيد بأن العديد من المواطنين غير اليابانيين، بمن فيهم تسعة مواطنين أوروبيين
, أختطفوا من قبل كوريا الشمالية.

## خلفيات الأحداث
معظم المفقودين كانوا في العشرينيات ;الأصغر بينهم كانت ميجومي يوكاتا وكان عمر 13 سنة عندما اختفت في نوفمبر 1977، من مدينة نيجاتا الساحلية في غرب اليابان. وتزعم الحكومة الكورية الشمالية انها انتحرت في آذار / مارس 1994.
ويعتقد أن الضحايا اختطفوا لتدريس اللغة والثقافة اليابانية في مدارس التجسس الكورية الشمالية. كما اختطفت الضحايا الأكبر سنا بغرض الحصول على هوياتهم، ويقال بأن النساء اليابانيات اختطفن ليصبحن زوجات لمجموعة من الإرهابيين اليابانيين المدعومين في  كوريا الشمالية بعد خطف طائرة الخطوط الجوية اليابانية عام 1970 تم اختطاف طائرة الخطوط الجوية اليابانية 351 على يد تسعة أعضاء من فصيل الجيش الشيوعي الياباني - الجيش الأحمر في 31 مارس 1970  وأن بعضهم ربما اختطفوا لأنهم شهدوا أنشطة عملاء كوريا الشمالية في اليابان، وهذا قد يفسر اختطاف يوكوتا في سن مبكرة.
ومنذ وقت طويل، أنكرت كوريا الشمالية ومتعاطفوها (بما في ذلك تشونغريون «الرابطة العامة للمقيمين الكوريين في اليابان» والحزب الاشتراكي الياباني) هذه الاختطافات، وكثيراً ما اعتبرت نظرية مؤامرة. وعلى الرغم من الضغوط التي مارستها عدد كبير من الجماعات اليابانية، لم تتخذ الحكومة اليابانية أي إجراء.
وهناك مزاعم بأن هذه القضية تستخدم الآن من قبل القوميين اليابانيين، بمن فيهم رئيس الوزراء شينزو آبي، إلى «مزيد من العسكرة»، ودفع من أجل مراجعة الدستور للحد من القيود الدستورية على الجيش، وتنقيح قانون التعليم الأساسي، والوصول إلى أهداف سياسية أخرى. وقد انتقد كيوكو ناكاياما المستشار الخاص في طوكيو لرئيس الوزراء اليابانى  هذه الادعاءات بشأن قضية الاختطافات وقال «ان ذلك يتعلق بانقاذ مواطنينا (من الاختطاف المستمر). وهم يستحقون كل دعم ممكن لاستعادة حريتهم وكرامتهم. ومن واجبنا استرجاعها». (نوريميتسو أونيشي صحفي يتهمه بعض النقاد بأنه ضد اليابان وانتقده كيوكو ناكاياما بسبب مقاله «غضب معجبي اليمينيين الياباني بسبب اختطافات كوريا الشمالية».)

## المحادثات بين كوريا الشمالية واليابان في عام 2002 وما بعدها
وفي 17 سبتمبر عام 2002 زار رئيس الوزراء اليابانى جونيتشيرو كويزومى كوريا الشمالية للقاء الزعيم الكورى الشمالى كيم جونج ايل
. ومن أجل تسهيل تسوية العلاقات مع اليابان، اعترف كيم بان كوريا الشمالية اختطفت 13 مواطنا يابانيا وأصدرت اعتذارا شفويا
. وخلال اجتماع عام 2002 قدمت كوريا الشمالية أيضا شهادات وفاة لثمانية أشخاص ادعت الشمالية أنهم لقوا مصرعهم، ولكنهم اعترفوا في عام 2004 بأن هذه الشهادات تمت صياغتها على عجل قبل وقت قصير. ولأسباب عديدة، تساءلت الحكومة اليابانية والمنظمات غير الحكومية في مقتل هؤلاء الأشخاص الثمانية
.

### عودة خمسة ضحايا
وفي وقت لاحق سمحت كوريا الشمالية للضحايا الخمسة الذين قالوا انهم على قيد الحياة بالعودة إلى اليابان شرط ان يعودوا إلى كوريا الشمالية في وقت لاحق. وعاد الضحايا إلى اليابان في 15 أكتوبر 2002 . وكان الضحايا الخمسة الذين عادوا إلى بلادهم ياسوشي شيمورا وزوجته فوكي وكاورو هاسويك وزوجته يوكيكو وهيتومي سوغا - زوجة تشارلز روبرت جنكينز الذي بقي في كوريا الشمالية. غير أن الحكومة اليابانية، بعد استماعها إلى مناشدات الجمهور وأسر المختطفين، أخبرت كوريا الشمالية بأن الضحايا لن يعودوا. وادعت كوريا الشمالية أن هذا يشكل انتهاكا للاتفاق ورفض مواصلة المحادثات.

### لم شمل الأطفال / أزواج الضحايا العائدين
سمح لثلاثة أطفال من عائلة تشيمورا وطفلى عائلة هاسويك المولودين في كوريا الشمالية بالانضمام إلى والديهم في اليابان في اعقاب الزيارة الثانية التي قام بها رئيس الوزراء اليابانى كويزومى إلى بيونج يانج يوم 22 مايو من عام 2004. أعرب الأطفال عن رغبتهم في البقاء في اليابان والعيش في اليابان، وفقا لحسابات آبائهم وأقاربهم الآخرين.
كان هيتومي سوجا قادرة على لم شمل مع زوجها وأولادها، ولكن من خلال طريق غير مباشر.وكان زوجها تشارلز روبرت جينكينز من المنشقين من جيش الولايات المتحدة الذين فروا إلى كوريا الشمالية حيث التقى في نهاية المطاف وتزوج سوجا. وخوفاً من المحكمة العسكرية، اجتمع السيد جنكينز وابنتيه في البداية مع سوجا في جاكرتا، إندونيسيا، في 9 يوليو / تموز 2004، وعادوا معا إلى اليابان في 18 يوليو. أبلغ جنكينز بقاعدة الجيش في معسكر زاما، اليابان، حكما خفيفا بعد إدانته بالفرار ومساعدة العدو، وتم إخراجه من الجيش. تعيش العائلة حاليا في جزيرة سادو في اليابان.

### مزيد من الأدلة والتحقيقات
وفي تشرين الثاني / نوفمبر 2004، عادت كوريا الشمالية بقايا محرقة لشخصين، موضحة أنهما هما رضوان منزور وكاورو ماتسوكي، اللذان تزعم الشمالي أنهما توفيا بعد اختطافه. وقد تبين من اختبار الحمض النووي الياباني اللاحق أن تلك البقايا لا تنتمي لأي من الاثنين. ومع ذلك، نشرت المجلة العلمية المستقلة نيتشر مقال ينتقد بشدة هذا الاختبار، الذي تم في جامعة تيكيو من قبل توميو يوشي، (محاضر) عضو هيئة التدريس صغير نسبيا  في قسم الطب الشرعي، من دون وجود أستاذ. اعترف يوشي في وقت لاحق أنه لم يكن لديه خبرة سابقة في تحليل العينات المحترقة. هذا الخطأ - المتعمد أم لا - ادى إلى مزيد من التوتر العلاقات بين اليابان وكوريا الشمالية.
وفي مقابلة مع الشرطة اليابانية ياسوشي شيمورا وكاورو هاسويك،  اثنان من المختطفين الذين عادوا إلى اليابان في عام 2002، وحددا اثنان من خاطفيهما وهما سين جوانج سو / المعروف أيضا باسم سين كوانج سو / ورجل يعرف باسم «باك». وقد طلبت وكالة الشرطة الوطنية اعتقال سى ن جوانج سو وشوي سونغ تشول بسبب اختطافهما المواطنين اليابانيين.   ابلغ سين جوانج سو الشرطة في كوريا الجنوبية انه كان أمر شخصيا من كيم جونج ايل بتنفيذ عمليات الاختطاف
.
وفي آذار / مارس 2006، داهمت شرطة أوساكا ست مرافق، بما في ذلك غرفة التجارة الكورية الشمالية، في تحقيق في الظروف المحيطة باختفاء أحد المختطفين المزعومين في حزيران / يونيه 1980، تداكي هارا. وكانت جميع المرافق الست مرتبطة بشونغريون، وهي منظمة موالية لبيونج يانج وخاصة الكوريين المقيمين في اليابان. وقال متحدث باسم الشرطة انه كان يشتبه في ان رئيس تشونجريون في ذلك الوقت يتعاون في اختطافه

### الوضع الحالي (2004 حتى الآن)

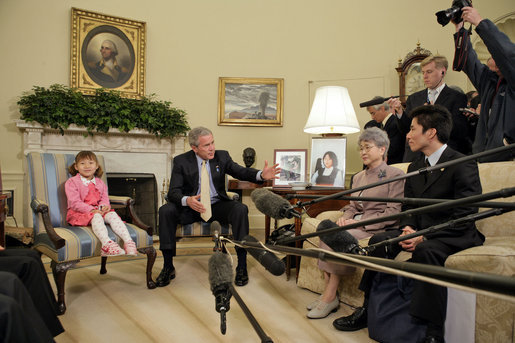
اجتماع ساكي يوكوتا، أم الفتاة المخطوفة ميغومي يوكوتا، مع الرئيس الأمريكي جورج بوش في البيت الأبيض في أبريل 2006
.

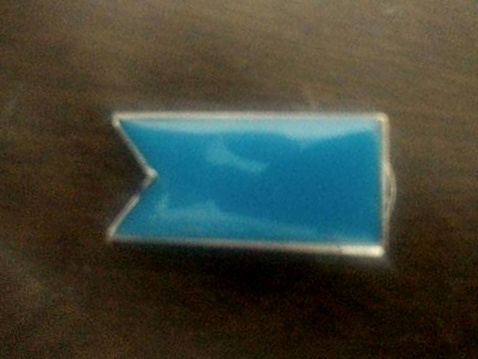
شارة تلبس لدعم الضحايا العائدين إلى اليابان

وما زالت حكومة كوريا الشمالية تدعي أنه لم يكن هناك سوى 13 مختطفا وأن القضية قد حلت بعودة الضحايا الخمسة. ومع ذلك، تصر الحكومة اليابانية أن القضية لم تحل بشكل صحيح، وأن جميع الأدلة التي قدمتها الشمالية مزورة.
وبحلول أيار / مايو 2004، عاد خمسة من المختطفين وأسرهم (10 أشخاص) من كوريا الشمالية. بيد أن عددا من الضحايا المزعومين ما زالوا مفقودين. وعلى الرغم من ذلك، علق وزير شئون مجلس الوزراء هيرويوكى هوسودا يوم 24 ديسمبر 2004 على أنه «ما لم تُتَخذ اجراءات صادقة بسرعة، لا يسعنا إلا أن نطبق تدابير صارمة»، مشيرا إلى العقوبات المحتملة.
كما تطلعت مجموعة دعم الضحايا إلى الامم المتحدة للمساعدة. وقد ذكر الامين العام للامم المتحدة كوفى انان في خطاب القاه في البرلمان اليابانى في 24 فبراير 2004 القضية وتعاطف مع الضحايا واسرهم واعرب عن رغبته في التوصل إلى تسوية كاملة. وفي وقت لاحق من ذلك العام، مرر كونغرس الولايات المتحدة قانون حقوق الإنسان في كوريا الشمالية لعام 2004
. وردا على ذلك، اعرب الحزب الحاكم في كوريا الجنوبية، الذي «لا يريد الاضرار بالعلاقات بين الشمال والجنوب»، عن قلقه
وفي عام 2004، أصدر البرلمان الياباني قانونين يهدفان إلى تقييد التجارة مع كوريا الشمالية
. في 2 نوفمبر 2005، قاد المملكة المتحدة 45 بلدا، بما في ذلك الولايات المتحدة واليابان، في تقديم اقتراح يدين كوريا الشمالية إلى الأمم المتحدة
. وفي 16 كانون الأول / ديسمبر، أقرت الجمعية العامة هذا الاقتراح ب 88 صوتا مؤيدا و 21 صوتا معارضا و 60 صوتا ممتنع. وعلى وجه الخصوص، عارضت الصين وروسيا هذا الاقتراح وامتنعت حكومة كوريا الجنوبية عن التصويت
. وندد الاقتراح بكوريا الشمالية ب «الانتهاكات الإنسانية المنتظمة» وذكر قضية الاختطاف ووجود معسكرات اعتقال والاعتداء على المنشقين الكوريين الشماليين الذين اعيدوا إلى كوريا الشمالية. أعربت وزيرة خارجية الولايات المتحدة كوندوليزا رايس عن دعمها للقضية الاختطاف. وفي 27 أبريل / نيسان 2006، شهدت ساكيي يوكوتا، أم المخطوفة ميغومي يوكوتا، في لجنة فرعية تابعة لمجلس النواب الأمريكي بشأن قضية الاختطاف.  وفي اليوم التالى اجتمعت يوكوتا مع الرئيس الامريكى جورج ووكر بوش لطلب مساعدة الولايات المتحدة في حل قضية الاختطاف. ووصف الرئيس الاجتماع بانه «من أكثر الاجتماعات تحركا» في رئاسته واستغرب من تصرفات كوريا الشمالية. وفي 13 يونيو / حزيران 2006، طرح مشروع قانون حقوق الإنسان في كوريا الشمالية، الذي يدعو إلى فرض عقوبات على كوريا الشمالية، في البرلمان الياباني.
بعد وفاة كيم جونغ ايل في ديسمبر 2011، اعرب المخُتَطف السابق كاورو هاسويك عن رغبة الحكومة اليابانية في «تحليل دقيق للوضع في كوريا الشمالية وبذل قصارى جهدها لضمان سلامة المخَُتَطفين الذين ما زالوا هناك». وقد أصبحت قضية الاختطاف مهمة جدا بالنسبة لسياسة اليابان المتعلقة بكوريا الشمالية ومشاركة اليابان في المحادثات السداسية
. والأهم من ذلك، "حافظت طوكيو على تكييف توفير الحوافز الاقتصادية التي اعتبرت على نطاق واسع حاسمة في إيجاد حل شامل ودائم للمعضلة النووية، على إقامة علاقات دبلوماسية مع كوريا الشمالية، وهو تطور يتوقف بدوره على حل مسألة الاختطاف
."
في 29 أغسطس / آب 2013، شهدت أسر الضحايا، بما في ذلك يوكوتاس، في جلسة استماع لفريق الأمم المتحدة
. في مايو 2014، وبعد محادثات مع اليابان، وافقت كوريا الشمالية على التحقيق في قضية المختطفين
. وفي 4 تموز / يوليه 2014، خففت اليابان عدة عقوباتها على كوريا الشمالية بعد محادثات بين البلدين
. واتفقت بيونج يانج على إعادة فتح تحقيقات حول قضايا الاختطاف
. وفي تشرين الأول / أكتوبر 2014، زار وفد ياباني كوريا الشمالية
.
وفي آذار / مارس 2015، بعد فشل المحادثات مع كوريا الشمالية في تحقيق نتائج، وسعت اليابان عقوباتها لمدة 24 شهرا أخرى. وهي تشمل منع السفن الكورية الشمالية من دخول الموانئ اليابانية وحدود التجارة مع البلد. ومن المقرر أن تنتهي هذه العقوبات في آذار / مارس 2017.

## قائمة الضحايا
وتعترف الحكومة اليابانية رسميا بسبعة عشر مواطنا كضحايا لقضية الاختطاف. أما السادس عشر، مينورو تاناكا، فقد أضيف إلى القائمة في 27 أبريل / نيسان 2005، بعد اكتشاف أدلة تدعم التأكيد على اختطافه. وأضيف الضحية السابعة عشرة، كيوكو ماتسوموتو، إلى القائمة في تشرين الثاني / نوفمبر 2006
| الاسم           | الجنس | سنة الميلاد     | ظروف الاختفاء                                                                              | الحالة الحالية |
| --------------- | ----- | --------------- | ------------------------------------------------------------------------------------------ | --- |
| يوتاكا كومي     | ذكر   | 1925            | اختفى 19 سبتمبر 1977 من شبه جزيرة نوتو، محافظة إيشيكاوا                                    | كوريا الشمالية تنفي أي تورط |
| ميغومي يوكوتا   | أنثى  | 15 أكتوبر 1964  | اختفت 15 نوفمبر 1977 من نيغاتا، محافظة نيغاتا                                              | ويزعم أنها توفت في 13 مارس 1994 في كوريا الشمالية [تم الإعلان عن تاريخ الوفاة في الأصل في عام 1993 ولكن تم تصحيحه في وقت لاحق من قبل بيونغ يانغ] |
| مينورو تاناكا   | ذكر   | 1950            | اختفى في يونيو 1978. تم اقناعه للذهاب إلى الخارج، واقتيد إلى كوريا الشمالية في وقت لاحق.   | كوريا الشمالية تنفي أي تورط |
| ياكو تاغوتشي    | أنثى  | اغسطس 10, 1955  | اختفت في يونيو 1978 من مكان غير محدد                                                       | يزعم أنها توفيت في 30 يوليو 1986 في كوريا الشمالية. إلا أن كيم هيون هوى، مفجرة الطائرة الكورية 858، نفت إدعاءات كوريا الشمالية.                  |
| ياسوشي شيمورا   | ذكر   | يونيو 4, 1955   | اختفى في 7 يوليو 1978 مع خطيبته فوكي هاماموتو بالقرب من ساحل أوباما، فوكوي.                | حي عاد لليابان |
| فوكي هاماموتو   | أنثى  | يونيو 8, 1955   | اختفت في 7 يوليو 1978 مع خطيبها ياسوشي شيمورا بالقرب من ساحل أوباما، فوكوي.                | حية، عادت لليابان |
| كاورو هاسويك    | ذكر   | سبتمبر29, 1957  | اختفى في 31 يوليو 1978 مع صديقته يوكيكو أوكودو من ساحل كاشيوازاكي، نييغاتا.                | حي عاد لليابان |
| يوكيكو أوكودو   | أنثى  | ابريل 15, 1956  | اختفت في 31 يوليو 1978 مع صديقها كاورو هاسويك من ساحل كاشيوازاكي.                          | حية، عادت لليابان |
| هيتومي سوجا     | أنثى  | مايو 17, 1959   | اختفت جنبا إلى جنب مع والدتها ميوشي سوغا في 12 أغسطس 1978 من جزيرة سادو، ولاية نييغاتا     | متزوجة من تشارلز روبرت جنكينز، وهو هارب من جيش الولايات المتحدة، في عام 1980، وعادت إلى اليابان معه في عام 2004                                  |
| ميوشي سوجا      | أنثى  | 1932            | اختفت جنبا إلى جنب مع ابنتها هيتومي سوغا في 12 أغسطس 1978 جزيرة سادو، محافظة نييغاتا       | أكدت كوريا الشمالية أن ميوشي سوغا لم تدخل البلاد.                                                                                                |
| روميكو ماتسموتو | أنثى  | نوفمبر 1, 1954  | اختفت في 12 أغسطس 1978 من فوكيج، محافظة كاجوشيما، جنبا إلى جنب مع صديقها شويتشي إيشيكاوا   | يزعم وفاتها في 17 أغسطس 1981 في كوريا الشمالية                                                                                                   |
| شويتشي اتشيكاوا | ذكر   | أكتوبر 20, 1954 | اختفى في 12 أغسطس 1978 من فوكياج، محافظة كاجوشيما، جنبا إلى جنب مع صديقته روميكو ماتسوموتو | يزعم وفاته في 4 سبتمبر 1979 في كوريا الشمالية |
| تورو ايشيوكا    | ذكر   | يونيو 29, 1957  | اختفى في مايو 1980 من مدريد، إسبانيا أثناء رحلة في أوروبا                                  | يزعم وفاته في 4 نوفمبر 1988 في كوريا الشمالية |
| كارو ماتسكي     | ذكر   | يونيو 23, 1953  | اختفى في مايو 1980 من مدريد، إسبانيا أثناء رحلة في أوروبا                                  | تزعم وفاته في 23 اغسطس 1996 |
| تاداكي هارا     | ذكر   | اغسطس 10, 1936  | اختفى في يونيو 1980 من ميازاكي، محافظة ميازاكي                                             | يدعى أنه توفي في 19 يوليو 1986 في كوريا الشمالية                                                                                                 |
| كييكو اراموتو   | أنثى  | 12 يناير 1960   | أختفت في يونيو 1983 من كوبنهاغن، الدنمارك. . كانت تدرس اللغة الإنجليزية في لندن .          | ويزعم أنها توفيت في 4 نوفمبر 1988 في كوريا الشمالية. ومع ذلك، في عام 2014، رفض والداها التسليم بأن ابنتهم ماتت حتى تقدم الشمالية أدلة واقعية.    |
| كيوكو ماتسموتو  | أنثى  | 1948            | اختفت في 21 أكتوبر 1977 في طريقها إلى صف الحياكة بالقرب من منزلها                          | اعتبارا من عام 2010، لم تقدم كوريا الشمالية أي رد على المطالب اليابانية                                                                          |

## اختطافات أخرى من كوريا الشمالية
كما ارتكبت كوريا الشمالية عمليات اختطاف في كوريا الجنوبية، التي لديها أكبر عدد من المواطنين الذين اختطفهم الشمالية. ووصل عدد المختطفين من كوريا الجنوبية إلى 485 أو 486.
وفي كانون الأول / ديسمبر 1969، اختطف عميل كوري شمالي الخطوط الجوية الكورية يس-11 بعد اقلاعها مباشرة من غانغنيوغ. واضطر الطيار إلى السفر إلى كوريا الشمالية والهبوط بها. ولم يعاد بعد الطاقم والطائرة وسبعة ركاب. وتدعي كوريا الشمالية أن هذا الإجراء كان من إجراءات اللجوء من قبل الطيار، ولكنه يعتبر حالة اختطاف أخرى.
وفي السبعينيات، اختطفت نساء كثيرات من لبنان، وفي تموز / يوليه 1977، كانت هناك محاولة لاختطاف عازفة بيانو /ممثلة كورية وزوجها من يوغوسلافيا. ووقعت أيضا حوادث اختطاف فيها طلاب المدارس الثانوية في كوريا الجنوبية.
وهناك شهادات تفيد بان العديد من الاخرين اختطفوا منهم اثنان من الصينيين (ماكاو) واثنين من الهولنديين وثلاثة فرنسيين وثلاثة ايطاليين وأردني واربعة ماليزيين وسنغافوريين. وهناك أيضا بعض الأدلة التي تشير إلى أن مواطنا أمريكيا مفقودا، ديفيد سنيدون، اختطف أثناء سفره في الصين عام 2004 من قبل عملاء كوريا الشمالية وجلب إلى مكان ما خارج بيونغ يانغ لتعليم اللغة الإنجليزية.
وقد حققت لجنة الأمم المتحدة لحقوق الإنسان في قضية المختطفين، كجزء من لجنة التحقيق المعنية بحقوق الإنسان في جمهورية كوريا الشعبية الديمقراطية. كما شهدت المختطَفة هيتومى سوجا بان مواطنين من رومانيا وتايلاند من بين المختطَفين
. وقد تم التعرف على اسرة ضحية الاختطاف من تايلاند وتعمل الحكومة اليابانية مع الحكومة التايلاندية لحل هذه القضية.
ووفقا للجنة تحريك الديمقراطية في كوريا الشمالية يعتقد ان عملاء كوريا الشمالية اختطفوا حوالى 200 مواطن من جمهورية الصين الشعبية منذ اواخر التسعينات فصاعدا معظمهم من ذوي الأصول الكورية من المدن الحدودية في شمال شرق الصين الذين قدموا مساعدات إلى منشقون كوريون شماليون. ثم تم سجن ضحايا الاختطاف في كوريا الشمالية. وذكرت الانباء ان الحكومة الصينية لم تطلب رسميا إعادة اى من هؤلاء الضحايا إلى وطنهم، وهي سياسة وصفها كدنك بأنها تهدف إلى الحفاظ على الانسجام في العلاقات الثنائية بين البلدين.

## الخلافات
وهناك أيضا جدل حول ما إذا كانت رفات ميغومي يوكوتا التي عادتها كوريا الشمالية إلى اليابان هي أم لا. الحكومة اليابانية اختبرتهم وادعت أنها ليست كذلك. ولكن في فبراير 2005، نشرت المجلة العلمية البريطانية ناتشر مقالة اعترف فيها المحلل للDNA في جامعة تيكيو الذي أجرى الاختبارات، توميو يوشي أن النتائج يمكن أن تكون غير حاسمة. وبالمثل، يقال إن التقنية المستخدمة لم تعد تستخدم مهنيا في الولايات المتحدة بسبب سهولة حدوث التلوث. وذكرت وزارة الخارجية اليابانية ان الرفات ليست متاحة لاجراء المزيد من التجارب.
وظهر جدل آخر عندما احتجت اسر المخطوفين اليابانين بشدة في أيار / مايو 2012 عندما ربط دبلوماسي أميركي كبير قضية اختطاف المواطنين اليابانيين في كوريا الشمالية  بقضية اختطاف الآباء اليابانيين اطفالهم لليابان بعيدا عن الآباء غير اليابانيين
.

## في عالم الخيال
بطل رواية ابن سيد الميتم يقضط سنوات من حياته خلال الجزء المبكر من الكتاب في المساعدة وتنظيم عمليات اختطاف اليابانيين إلى كوريا الشمالية. وعلى كل حال عمليات الاختطاف هذه وبعض ضحاياها هم موضوعا ثانويا هاما بالنسبة لبقية الكتاب

## اقرأ أيضا
- كيم هيون هوي
- حقوق الإنسان في كوريا الشمالية
- كوريا الشمالية